# Maurice Brocco
Maurice Brocco (Fismes, 28 de gener de 1883 - Érigné, 26 de maig de 1965) va ser un ciclista francès que fou professional entre el 1908 i el 1927.
Va néixer en una família d'immigrants suïssos i italians. En el seu palmarès destaca la París-Brussel·les de 1910. Inicialment havia acabat la cursa en quart lloc, però els tres primers corredors, inclòs Octave Lapize que havia estat el primer en creuar la línia d'arribada, van ser desqualificats per no observar una secció neutralitzada a mitja cursa, deixant a Brocco com a guanyador final. L'any següent guanyà una etapa al Tour de França. També destacà en pista, modalitat en la què guanyà diverses curses de sis dies.

## Palmarès
- 1908
  - 1r de l'Herve-Tirlemont-Herve
  - Vencedor d'una etapa al Gran Premi Wolber
- 1909
  - 1r de la Rennes-Brest
- 1910
  - 1r de la París-Brussel·les
- 1911
  - Vencedor d'una etapa al Tour de França
- 1914
  - 1r de la París-Nancy
- 1920
  - 1r als Sis dies de Nova York, amb Willy Coburn
- 1921
  - 1r dels Sis dies de Nova York, amb Alfred Goullet
- 1923
  - 1r dels Sis dies de Chicago, amb Oscar Egg
- 1924
  - 1r dels Sis dies de Nova York, amb Marcel Buysse

### Resultats al Tour de França
- 1908. Abandona (9a etapa)
- 1910. Abandona (6a etapa)
- 1911. Eliminat (9a etapa) i vencedor d'una etapa *
- 1912. Abandona (3a etapa)
- 1913. Abandona (3a etapa)
- 1914. 23è de la classificació general

Brocco fou eliminat en la 9a etapa, però guanyà la 10a. S'aprofità del reglament que autoritzava els eliminats a seguir el trajecte del Tour sense figurar en la classificació general.

### Resultats al Giro d'Itàlia
- 1910. Abandonà
- 1911. Abandonà